# Гусев, Борис Владимирович
Бори́с Влади́мирович Гу́сев (род. 13 мая 1936, Шилово, Рязанская область) — советский и российский учёный в области строительства и строительного материаловедения, доктор технических наук, профессор, член-корреспондент РАН (1991). Президент Российской инженерной академии, иностранный член Черногорской академии наук и искусств. Почётный член Российской академии архитектуры и строительных наук.

## Образование
В 1961 году окончил Варшавский политехнический институт.
В 1966 году защитил кандидатскую диссертацию на тему «Вопросы прочности горных пород и устойчивости скальных откосов».
В 1977 году защитил докторскую диссертацию на тему «Теория и практика уплотнения бетонных смесей при низкочастотных режимах вибрации». В 1978 году присвоена учёная степень доктора технических наук.
В 1981 году присвоено учёное звание профессора.

## Карьера
Трудовую деятельность начал в Ташкентском институте инженеров железнодорожного транспорта в 1961 году. C 1964 по 1973 год работал в Днепропетровском институте инженеров железнодорожного транспорта.
С 1973 по 1979 год был заместителем директора конструкторско-технологического бюро «Мосоргстройматериалы».
С 1979 по 1990 год сначала занимал пост заведующего лабораторией, затем заместителя директора Научно-исследовательского института бетона и железобетона НИИЖБ.
С 1990 года по настоящее время — Президент Российской инженерной академии.
С 1991 года — член-корреспондент РАН.
С 1995 по 1999 год являлся генеральным директором ГНЦ «Строительство».
С 2004 года — иностранный член Черногорской академии наук и искусств.

## Семья
- Отец — Владимир Михайлович (1898—1938).
- Мать — Мария Андреевна (1904—1975).
- Сын — Владимир (род. 1959).

## Основные работы
- Гусев Б. В., Зазимко В. Г. Вибрационная технология бетона. — Киев, 1991. — 158 с.
- Гусев Б. В., Файвусович А. С. Математические модели процесса коррозии бетона. — М.: 1996. — 100 с.
- Гусев Б. В., Файвусович А. С. Технологическая механика вибрируемых бетонных смесей. М., 2002. — 250 с.
- Повышение теплотехнической однородности утепленных наружных стен с вентилируемым фасадом. М., 2005 (в соавт.);
- Гусев Б. В., Кондращенко В. И., Маслов Б. П., Файвусович А. С. Формирование структуры композиционных материалов и их свойства. — М.: Научный мир, 2006. — 560 с.
- Гусев Б. В. Основы математической теории процессов коррозии бетона. — М., 2006. — 39 с.
- Гусев Б. В., Файвусович А. С. Теоретические основы процессов выщелачивания отвержденных радиоактивных отходов. — М.: Научный мир, 2007. — 36 с.
- Гусев Б. В., Холпанов Л. П. Блочная коллоидно-химическая кристаллизация материалов. — М.: Научный мир, 2009. — 39 с.

Патенты
- Способ приготовления бетонной смеси. Патент 20168855.
- Способ изготовления твердосплавных металлокерамических изделий. Патент 2145916.

Всего около 500 научных публикаций и более 100 патентов.

## Награды и звания
- Государственная премия СССР (1979)[6]
- Государственная премия Российской Федерации в области науки и техники (2001)
- Премия Правительства Российской Федерации в области науки и техники (1996[10], 2003[11] и 2017[12])
- Заслуженный деятель науки Российской Федерации (1996)[13]
- Почётный строитель России (1998)
- Почётный транспортный строитель (1995)
- Почётный железнодорожник (1996)
- Почётный строитель города Москвы (2002)
- Орден «Знак Почёта» (1980)
- Орден Дружбы народов (1988)
- Благодарность Президента Российской Федерации (5 февраля 2024 года) — за заслуги в развитии отечественной науки, многолетнюю плодотворную деятельность и в связи с 300-летием со дня основания Российской академии наук[14]